# Марјово
Марјово (рус. Марёво) насељено је место руралног типа са административним статусом села (рус. село) на северозападу европског дела Руске Федерације. Налази се у јужном делу Новгородске области и административно припада Марјовском рејону чији је уједно и административни центар.
Према проценама са пописа становништва из 2010. у селу је живело 2.297 становника.

## Географија
Село Марјово се налази на крајњем југу Новгородске области, у северним рубним деловима Валдајског побрђа на око 234 километра јужно од административног центра области Великог Новгорода. Кроз село протиче река Марјовка, десна притока реке Поле и део басена језера Иљмењ.
Друмским деоницама село је повезано са градом Холмом и варошицом Демјанском.

## Историја
У писаним изворима село се први пут помиње у једном летопису из 1459. под именом Марјова. У то време припадало је Деревској пјатини тадашње Новгородске републике. Током руско-шведског рата 1610–1617. било је у више наврата освајано од стране пољских и шведских армија због чега је до краја 1620. било потпуно замрло и остало без целокупне популације.
Током Другог светског рата село је готово у потпуности разрушено.

## Демографија
Према подацима са пописа становништва 2010. у селу је живело 2.297 становника.
| 1897. | 1939. | 1959. | 1970. | 1979. | 1989. | 2002. | 2010. |
| ----- | ----- | ----- | ----- | ----- | ----- | ----- | ----- |
| ---   | ---   | ---   | ---   | ---   | 2.797 | 2.631 | 2.297 |